# Ancyloscelis duckei
Ancyloscelis duckei là một loài Hymenoptera trong họ Apidae. Loài này được Friese mô tả khoa học năm 1904.